# I LOVE YOUR LOVE
「I LOVE YOUR LOVE」（アイ・ラブ・ユア・ラブ）は、2019年9月24日に発売された、Negiccoの23作目のシングル。発売元はT-Palette Records。

## 解説
「カリプソ娘に花束を」以来1年7ヶ月ぶりにリリースされたシングル。2019年7月20日の結成記念日に佐渡市おんでこドームで開催された16周年コンサートでリリースが発表された。
マキシシングルとして3曲入りとなっている。表題曲の「I LOVE YOUR LOVE」は、2013年に「愛のタワー・オブ・ラヴ」「ときめきのヘッドライナー」を提供した西寺郷太（NONA REEVES）による楽曲で、演奏にはNONA REEVESの奥田健介・小松シゲルも参加している。
2曲目の「I Am A Punk!」は、「硝子色の夏」をプロデュースしたミト（クラムボン）による楽曲で、演奏にクラムボンの原田郁子・伊藤大助も参加している。
3曲目の「夢・Dreamer」は、Negiccoの音楽プロデューサーconnieによる楽曲。2019年9月24日にCDがリリースされ、10月22日に7inchアナログもリリースされる。
ビジュアルは「I LOVE YOUR LOVE」の世界観をもとに、“夜”と“代わりのいない3人の個性”をイメージして制作された。
9月17日に公開された表題曲「I LOVE YOUR LOVE」のトレーラー映像は、「愛のタワー・オブ・ラヴ」からのNegiccoの歩みを短い時間で感覚的に伝えることを意識した内容となっている。

## リリースツアー
マキシシングル「I LOVE YOUR LOVE」のリリースツアー「Negicco MAXI SINGLE RELEASE TOUR“MAXI”」が、2019年10月19日から11月16日まで全国7会場で開催される。。
- 10月19日 宮城公演 仙台Darwin - Kaedeのゆかりがある仙台市で2016年3月以来3年半ぶりに開催。
- 10月26日 長野公演 長野CLUB JUNKBOX - Nao☆のゆかりがある長野県で開催。群馬公演とともにNegiccoが応援大使を務める上信越道沿線での開催。
- 10月27日 群馬公演 下仁田文化ホール - 2016年秋の「ネギの産地でこんにちネギネギ」から4年連続での開催。過去には下仁田町の広報にライブの様子が掲載された。
- 11月2日 大阪公演 箕面温泉スパーガーデン “箕面劇場” - 温浴施設でライブを行ってきたNegiccoによる大阪府の温泉での開催。
- 11月3日 広島公演 広島LIVE VANQUISH - EHクリエイターズ社長の熊倉維仁の出身地である広島県で2年ぶりの開催。
- 11月5日 京都公演 京都磔磔 - Nao☆の思い出がある京都市での開催。京都磔磔での開催は2年ぶり。
  - 前日の11月4日には同会場で熊倉維仁がヴォーカルを務める「アルツハイマーブルースバンド」による「酒盛り青春回帰磔磔ライブ」を開催。
- 11月16日 東京公演 江戸川区総合文化センター - ツアーファイナルとなる本公演のみバンド編成で開催。
  - バンドメンバー：sugarbeans（Key）、末永華子（Key）、堀崎翔（G）、千ヶ崎学（B / KIRINJI）、岡本啓佑（Dr/黒猫チェルシー）

## 収録曲
1. I LOVE YOUR LOVE
作詞・作曲：西寺郷太（NONA REEVES）、編曲：西寺郷太＆奥田健介（NONA REEVES）
2. I Am A Punk!
作詞・作曲・編曲：ミト（クラムボン）
3. 夢・Dreamer
作詞・作曲・編曲：connie
4. I LOVE YOUR LOVE (inst)
5. I Am A Punk! (inst)
6. 夢・Dreamer (inst)

### 7インチシングル

#### SIDE A
1. I LOVE YOUR LOVE

#### SIDE B
1. I Am A Punk!
2. 夢・Dreamer